# Труар, Луи-Франсуа
Луи-Франсуа Труар (фр. Louis-François Trouard; 1729, Париж — 1804, Париж) — архитектор французского неоклассицизма.

## Биография
Отец архитектора Луи Труар (? —10 октября 1763) был королевским скульптором и поставщиком мрамора для королевских построек. Он считался одним из самых искусных мастеров своего времени и нажил на этом достаточное состояние. Луи-Франсуа Труар посещал курсы Луи-Адама Лорио в Королевской академии архитектуры. В 1753 году он выиграл Гран-при Академии (в последующем: Римская премия), уехал в Италию и в 1754—1757 годах трудился во Французской академии в Риме.
По возвращении в Париж он построил для своего отца дом на улице Фобур-Пуассоньер, 9. В 1761 году он построил ещё один дом для своего отца на улице Фобур-Пуассоньер, 1 (этот дом был разрушен). В 1762 году он построил замок Карлепон (Уаза), резиденцию епископа Нуайона. В 1778 году возвёл собственный дом с английским садом на улице Прованс, 8 (разрушен).
Благодаря покровительству епископа Луи-Секстиуса де Жаранта де ла Брюйера он стал архитектором королевских сокровищниц, отвечающим за содержание и строительство религиозных зданий. Средства поступали в основном из заброшенных аббатств и конфискованных домов эмигрировавших протестантов. В 1764 году он добавил Капеллу Провидения (Chapel de la Providence; ныне Капелла Катехизиса) к церкви Сен-Луи в Версале (ныне Версальский собор).
В 1765 году он сменил Жака Габриэля на строительстве Орлеанского собора, портал которого он проектировал.
В 1769 году Луи-Франсуа Труар стал «внешним контролёром» (contrôleur des Dehors) Версальского дворца и занимался строительством многих служебных сооружений. Он построил со своим тестем Ронделем, предпринимателем, торговую галерею в Париже, Пассаж дю Сомон, с пятьдесят одним магазином. Этот пассаж находился на месте улицы Башомон. В 1770 году работал на строительстве Отеля Крийон на площади Согласия.
В 1769 году он начал преподавать в Королевской школе архитектуры (École royale d’architecture). Его учениками были собственный сын Луи-Александр Труар, получивший главный приз в 1780 году, Пьер-Адриен Пари, Жан-Шарль-Александр Моро.
В 1770 году архитектор попал в опалу. Строительство портала Орлеанского собора в готическом стиле привело к непредвиденному увеличению расходов. Обвинённый в соучастии в прибылях предпринимателей, Труар был уволен. После реорганизации строительного управления в сентябре 1776 года Труару пришлось покинуть Версаль и вернуться в Париж. Со временем было признано, что дело против Труара было клеветническим, и король Людовик XVI снял с него все обвинения.
Луи-Франсуа Труар — предок американского актёра Джима Парсонса, известного по роли в сериале «Теория большого взрыва».